# Rhabdomastix neolurida
Rhabdomastix neolurida là một loài ruồi trong họ Limoniidae. Chúng phân bố ở miền Tân bắc.